# روزی در زندگی تو (آلبوم)
روزی در زندگی تو تلفیقی از آهنگ‌هایی است که توسط هنرمند فقید مایکل جکسون و در اواسط دهه ۱۹۷۰ میلادی خوانده شده‌است. مایکل در زمان ساخت این آهنگ‌ها تنها ۱۶ سال سن داشته‌است. این آلبوم توسط کمپانی موتاون منتشر شده‌است. حدوداً یک میلیون کپی از این آلبوم بفروش رفته‌است. بیشتر آهنگ‌های این آلبوم از آلبوم شماره چهار مایکل با نام مایکل، برای همیشه برداشته شده‌است.
| بررسی انتقادی | بررسی انتقادی |
| منبع          | رتبه‌بندی      |
| ------------- | ------------- |
| آل‌میوزیک      | link          |

## لیست آهنگ‌ها
| شماره | نام                                                             | نویسنده(ها)                       | مدت  |
| ----- | --------------------------------------------------------------- | --------------------------------- | ---- |
| ۱.    | «روزی در زندگی تو»                                              | Sam F. Brown III, Renée Armand    | ۴:۱۵ |
| ۲.    | «Don't Say Goodbye Again (performed by the Jackson 5)»          | Pam Sawyer, لیون ور               | ۳:۲۷ |
| ۳.    | «You're My Best Friend, My Love (performed by the Jackson 5)»   | Brown, Christine Yarian           | ۳:۲۵ |
| ۴.    | «Take Me Back»                                                  | ادی هلند, برایان هالند            | ۳:۲۴ |
| ۵.    | «We've Got Forever»                                             | Elliot Willensky                  | ۳:۱۲ |
| ۶.    | «It's Too Late to Change the Time (performed by the Jackson 5)» | Sawyer, Ware                      | ۳:۵۷ |
| ۷.    | «You Are There»                                                 | Brown, Rand Meitzenheimer, Yarian | ۳:۲۲ |
| ۸.    | «Dear Michael»                                                  | Hal Davis, Willensky              | ۲:۳۶ |
| ۹.    | «I'll Come Home to You»                                         | Freddie Perren, Yarian            | ۳:۰۲ |
| ۱۰.   | «Make Tonight All Mine (performed by the Jackson 5)»            | Perren, Yarian                    | ۳:۱۸ |